# تيم هوارد
تيم هوارد (بالإنجليزية: Tim Howard)‏ هو محامي أمريكي، ولد في 7 مارس 1961 في تالاهاسي في الولايات المتحدة.